# Surinaamse Dambond
De Surinaamse Dambond (SDB) is de officiële bond voor de damsport in Suriname. De bond is gevestigd in Paramaribo. De bond werd in 1952 opgericht. De SDB is lid van de Pan-Amerikaanse Damconfederatie (PAMDCC) en de Fédération Mondiale du Jeu de Dames (FMJD).
De "Surinaamse Dam Bond" werd op 7 april 1952 opgericht; op dat moment waren er drie damverenigingen in Suriname. Dit gebeurde in het huis van Charles Nieleveld aan de Costerstraat 18; Nieleveld was in 1950 de voorzitter van Ontwaak geworden, de tweede damvereniging die in Suriname was opgericht. Nieleveld werd zelf ondervoorzitter, met verder in het bestuur voorzitter August Holland, secretaris Eduard Grauwde, penningmeester Jozef Nazier en commissaris Adjiedji Bakas. De oprichting van de bond maakte het mogelijk om landskampioenschappen de organiseren.
Op vrijdag 2 augustus 1968 werd voor het eerst de Damwereld uitgegeven. Dit wordt gezien als het eerste sportblad van een Surinaamse sportbond. Later volgden meer bonden dit voorbeeld.
Franklin Todie is sinds februari 2022 de voorzitter van de SDB.